# Болдино (посёлок, Владимирская область)

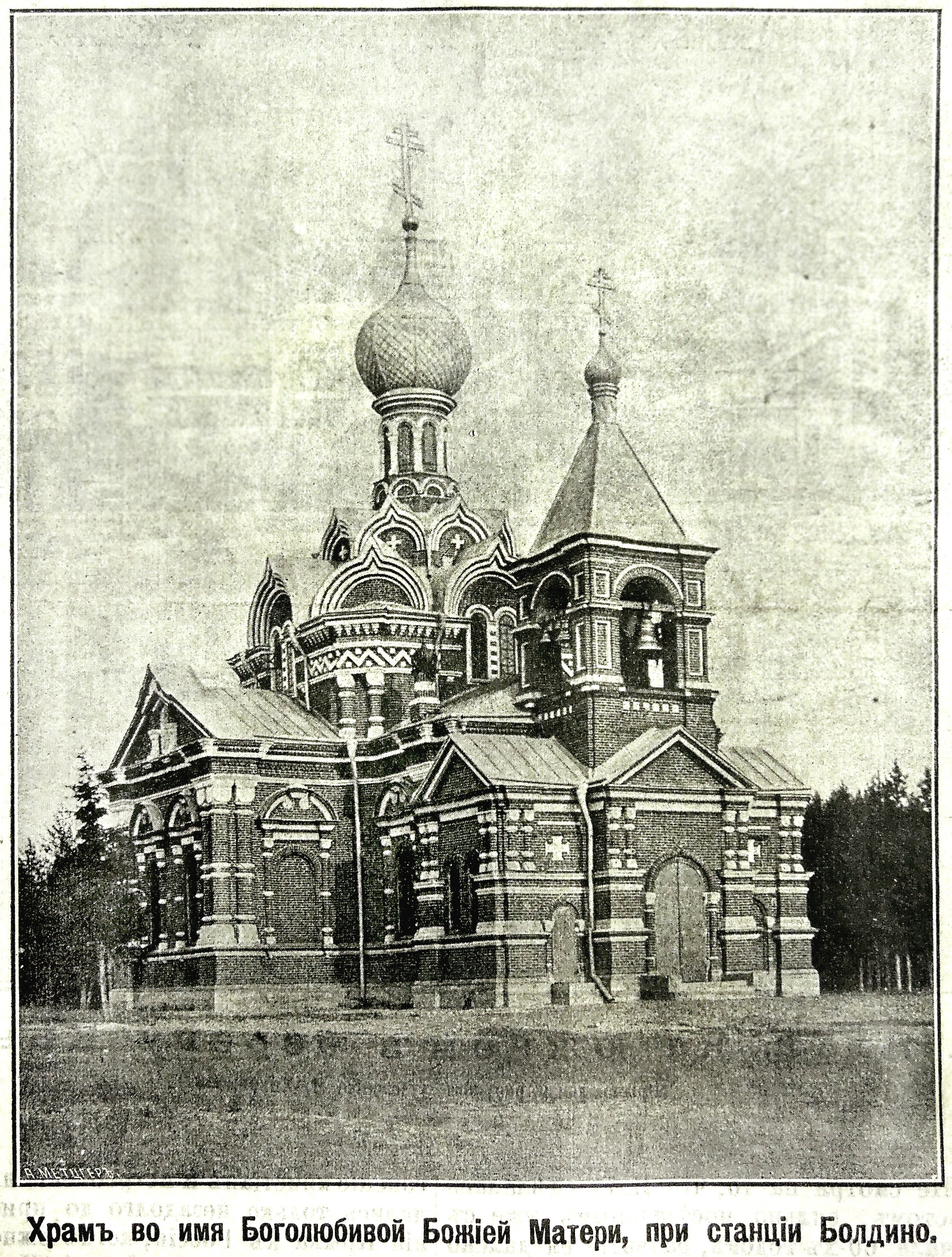
Церковь Боголюбской иконы Божией Матери. Иллюстрированное приложение к газете «Московский Листок» 1895 г.

Болдино — посёлок в Петушинском районе Владимирской области России. Входит в состав Пекшинского сельского поселения.

## География
Расположен в 3 км на юго-восток от центра поселения деревни Пекши и в 18 км на восток от районного центра города Петушки, железнодорожная станция Болдино Московской железной дороги на современном ходу Транссиба.

## История
Возник как посёлок железнодорожной станции Болдино при строительстве в 1858 году Московско-Нижегородской железной дороги.
6 августа 1888 года при станции Болдино была совершена закладка храма в честь Боголюбской иконы Божией Матери. 9 июля 1893 года каменный храм был освящен в честь Боголюбовской иконы Божией Матери. В 1934 году церковь была полностью разрушена. Во 2-й половине 2000-х годов на месте бывшей церкви была построена часовня Боголюбской иконы Божией Матери.
В конце XIX — начале XX века посёлок входил в состав Копнинской волости Покровского уезда. В 1905 году в посёлке числилось 13 дворов. 
С 1929 года посёлок являлся центром Болдинского сельсовета в составе Собинского района, с 1944 года в составе Петушинского района, с 2005 года в составе Пекшинского сельского поселения.

## Население
| 1905 | 1926 | 2002 | 2010 | 2021 |
| ---- | ---- | ---- | ---- | ---- |
| 68   | ↗246 | ↗408 | ↗417 | ↘309 |

## Инфраструктура
Сельский дом культуры, отделение почтовой связи.